# Cassœula
La cassœula (AFI: /kaˈsøla/; nella variante occidentale del lombardo, cassoeura o casöra, AFI: /kaˈsøra/), italianizzata in cazzuola o cazzola, oppure bottaggio (probabilmente derivante dal termine francese potage), è un piatto invernale tipico della tradizione popolare della cucina lombarda.
Gli ingredienti principali della cassœula sono le verze, che la tradizione prevede vengano utilizzate solo dopo la prima gelata, e le parti meno nobili del maiale, come la cotenna, il musetto, i piedini, la testa e le costine. Altro ingrediente, usato in maniera molto parca e solo come "colorante naturale" per dare un tono cromatico a un piatto che altrimenti avrebbe una scialba e poco appetibile colorazione grigio-verdastra, è il concentrato (o la passata) di pomodoro.

## Le origini tradizionali
Il piatto, così come viene preparato, nasce all'inizio del XX secolo, ma le sue varianti più antiche sono di origine incerta e controversa.
Probabilmente, il piatto deriva ed è legato alla ritualità del culto popolare di Sant'Antonio abate, festeggiato il 17 gennaio, data che segnava la fine del periodo delle macellazioni dei maiali. I tagli di carne utilizzati per la cassœula erano quelli più economici e avevano lo scopo di insaporire la verza, elemento invernale basilare della cucina contadina lombarda nei secoli scorsi. Ciò ha fatto presumere ad alcuni storici che il piatto sia nato da aggregazione successiva di ingredienti intorno al nucleo di verza e maiale, altri ipotizzano invece che il piatto originario, di origine barocca, prevedesse l'utilizzo di diversi tipi di carne e vi sia stata una successiva semplificazione e riduzione di ingredienti. È anche ritenuto plausibile che i due piatti, la versione "povera" e la versione "ricca", avessero origine diversa e nel tempo vi sia stata una sorta di convergenza che ha portato al piatto come è attualmente conosciuto.
Il nome deriva probabilmente dal cucchiaio con cui si mescola (cassœu) o dalla pentola con cui la si prepara (casseruola). Esiste un'altra spiegazione per il nome: è piuttosto noto che, per tradizione, il piatto venisse preparato dagli operai dei cantieri edili una volta che l'edificio fosse giunto al tetto ed il nome derivi dall'attrezzo utilizzato per mescolarla durante la cottura, per l'appunto la "cazzuola". È da segnalare inoltre che esiste un piatto della tradizione tedesca, il "Kasseler" ("càssola" nella pronuncia italiana), consistente in tagli di maiale affumicato servito con un contorno di cavolo verza.
Nella tradizione culinaria popolare europea vi sono altri piatti con ingredienti simili, come le diverse forme di "potée" francesi (minestre a base di cavolo e maiale) o la choucroute alsaziana, a sua volta derivata dal Sauerkraut tedesco (entrambi i piatti sono basati su crauti e carne di maiale e sono preparati però con ingredienti già sottoposti a un procedimento di conservazione). Il piatto nazionale della Polonia è il bigos, anch'esso basato sulla verza. Anche in Calabria, in particolare nel mese di gennaio, gli scarti del maiale, detti "frittule" vengono cucinati per ore nella "quadàra" e serviti con la verza.

## Storia
Al di là delle tradizioni, gli storici individuano nel ricettario di Ruperto da Nola la prima ricetta riconducibile alla pietanza. Questo autore, originario di Nola, e che viene considerato uno dei padri della gastronomia catalana, fu al servizio della corte Catalano Aragonese di Napoli, nel corso del XV secolo. Nella sua opera più importante, Il Llibre del Coch (scritto in catalano), ci propone una ricetta di "Cassola de carn" in cui molti elementi riconducono alla Cassoeula. Nel XIX secolo, si ritrova nell'opera “Il cuoco senza pretese” del comasco Odescalchi (1826), "Una cazzoletta ben fatta ella è pur buon pasto".

## Varianti
Vi sono numerose varianti locali:
- nel Milanese si utilizzano anche le orecchie e il musetto del maiale.
- sempre nel Milanese si prepara il "bottaggio" che si differenzia per l'utilizzo della carne di pollo in luogo di quella di maiale.
- nella tradizione comasca non vi sono i piedini e il battuto di verdure ma viene aggiunto il vino bianco e la testa.
- nel Seprio, ovvero nel Varesotto e nella Bassa comasca, si aggiungono anche i "verzini", piccole salamelle prodotte con l'impasto della salsiccia.
- in Brianza è più asciutta rispetto a quella milanese. Inoltre vengono anche utilizzati orecchie, musetto di maiale, piedino, codino. Le verdure non sono battute ma a pezzetti.
- nella Bergamasca il piatto è piuttosto asciutto e viene preparato con verze, cavolo cappuccio e costine di maiale.
- nel Novarese, tra gli ingredienti si trova anche la carne d'oca.
- nel Pavese sono usate solo le puntine e il piatto prende il nome di ragò. Ne esiste anche una versione tradizionale a base di oca.
- nel Trentino, alternati ai crauti, vengono preparati nel periodo invernale anche i capùsi gràsi, ovvero cavoli tagliati grossolanamente e fatti cuocere con varie parti come stinchi, pancette, luganega fresca o cotechino.
- Una variante si rintraccia anche in Sardegna, dove viene chiamata "Cassola", soprattutto nei pressi di Sassari. Il che non è strano, dal momento che quella zona ha avuto una forte influenza catalana.